# Porto de Moz
Porto de Moz est une municipalité brésilienne située dans l'État du Pará.